# Харт, Джон (реформатор правописания)
Джон Харт (англ. John Hart; 1501 — 16 июля 1574, Лондон) — английский педагог, грамматист, реформатор правописания и гербовый офицер. Наиболее известен тем, что предложил реформированную систему правописания для английского языка, которая была описана как «первая по-настоящему фонологическая схема» в истории раннего английского правописания.
Харт является автором трёх известных работ по грамматике и орфографии: неопубликованной рукописи 1551 года под названием «Открытие неразумного правописания нашего английского языка» (англ. The Opening of the Unreasonable Writing of Our Inglish Toung), печатной брошюры под названием «Орфография» (англ. An Orthographie), опубликованной в 1569 году и практического учебника для чтения под названием «Метод или удобное начало для всех неучей» (англ. A Methode or Comfortable Beginning for All Unlearned), опубликованного в 1570 году. В этих работах он критикует орфографию своего времени как хаотичную и нелогичную и выступает за её радикальную реформу на чисто фонологических принципах. Его цель состояла в том, чтобы ввести систему правописания с отношением «один звук — одна буква» («использовать столько букв в нашем письме, сколько мы употребляем звуков в речи и не более»). С этой целью он предложил шесть новых фонетических символов для согласных звуков ð, θ, t͡ʃ, d͡ʒ, ʃ и слогового l, а также систему диакритических знаков для гласных. Долгие гласные систематически обозначались точкой под буквой, в то время как редуцированная гласная (шва) обозначалась буквой ë.
| Обозначение Харта | Традиционное написание | Фонетическое значение (МФА)          |
| ----------------- | ---------------------- | ------------------------------------ |
| (≈ ȡ)             | th (звонкое)           | [ð]                                  |
| (≈ ȶ)             | th (глухое)            | [θ]                                  |
| (≈ ɕ)             | ch                     | [t͡ʃ]                                 |
| (≈ ᵹ)             | g («мягкое»)           | [d͡ʒ]                                 |
| (≈ 𝼞)             | sh                     | [ʃ]                                  |
| (≈ ȴ)             | l (слоговое)           | [l̩]                                  |
| ạ                 | a                      | [aː] (в современном английском [eɪ]) |
| ẹ                 | e                      | [eː] (в современном английском [iː]) |
| ë                 | e                      | [ə]                                  |
| ị                 | i                      | [iː] (в современном английском [aɪ]) |
| ọ                 | oa, o                  | [oː] (в современном английском [oʊ]) |
| ụ                 | oo, u                  | [uː]                                 |

Работа Харта высоко оценена современными лингвистами за очень проницательный фонетический анализ ранненовоанглийского языка его времени и за тщательность в стремлении к фонологическому принципу. Его описание произношений гласных особенно интересно историкам английского языка, поскольку оно документирует разговорный английский язык в промежуточном состоянии во время Великого сдвига гласных, который во времена Харта серьёзно изменял систему гласных английского языка. Так, например, Харт документирует, что среднеанглийский долгий [iː] и соответствующий ему новоанглийский [aɪ] всё ещё могли варьироваться во времена Харта, причём некоторые носители языка употребляли [iː] в некоторых словах, в то время как [ɛɪ] (обозначаемый Хартом как ei) уже был распространён в других.
Следующий отрывок из «Орфографии» Харта, в его оригинальном написании, иллюстрирует его систему:
An exersịz ov ȡat huiɕ iz sẹd: 
huer-in iz declared, hou ȡe rest ov ȡe consonants ar mad bei ȡinstruments ov ȡe mouȶ: 
huiɕ uaz omited in ȡe premisez, for ȡat ui did not muɕ abiuz ȡem. 
Cap. vii.

In ȡis tịtȴ abuv-uritn, ei konsider ov ȡe ị, in exersịz, & ov ȡe u, in instruments: ȡe leik ov ȡe ị, in tịtȴ, huiɕ ȡe kómon man, and mani lernd, dụ sound in ȡe diphȶongs ei, and iu: iet ei uld not ȶink it mịt to ureit ȡem, in ȡọz and leik ụrds, huẹr ȡe sound ov ȡe voël ọnli, mẹ bi as uel álouëd in our spịɕ, as ȡat ov ȡe diphȶong iuzd ov ȡe riud: and so fár ei álou observasion for derivasions. ~ /hierbei iu mẹ persẹv, ȡat our singȴ sounding and ius of letters, mẹ in proses ov teim, bring our họl nasion tu ọn serten, perfet and ᵹeneral spẹking. ~ /huer-in 𝼞i must bi rịuled bei ȡe lernd from teim tu teim.~
Джон Харт. «Орфография», гл. 7
Как гербовый офицер Джон Харт носил титул честерского герольда с 1566 по 1574 годы.